# فرودگاه آبی لاک-دس-ایلس
فرودگاه آبی لاک-دس-ایلس (به انگلیسی: Lac-des-Îles Water Aerodrome) یک فرودگاه همگانی است که یک باند فرود آب دارد. این فرودگاه در کشور کانادا قرار دارد و در ارتفاع ۲۰۱ متری از سطح دریا واقع شده است.